# Гамма Щита
γ Щита (лат. γ Scuti / γ Sct) − звезда, которая находится в созвездии Щита на расстоянии приблизительно 291 светового года от нас, видимая звездная величина составляет +4,68.

## Характеристики
γ Щита — белый субгигант спектрального класса A. Масса звезды приблизительно в 3.8 раза превышает массу Солнца, радиус в 3.4 раза больше солнечного. Светимость γ Щита в 92 раза мощнее, чем солнечная, температура поверхности составляет около 9725 Кельвинов. Звезда приближается к Земле со скоростью 41 км/с.